# 伍魚福
株式会社伍魚福（ごぎょふく）は兵庫県神戸市長田区に本社を置く、珍味を中心とする食品メーカーである。
全国のスーパーなどに4000以上の専用の売り場を持ち、400種類の酒の肴を売り、珍味ビジネスを展開する。
毎年、新商品を生み出す源となるのが、開発部員からパート社員まで従業員全員が参加する「ヒット商品開発コンペ」。さらに、「お客様繁盛係」が、店舗の棚作りを積極的に提案することで売れる売り場を作る。
全社員に同じノートを配布し、カイゼンを励行することで、落ち込んでいた売り上げを回復した。
自社の商品への見識を深めるため、全社員にイカのさばきかたの社内研修を行った。
膨大な珍味を販売するが、実は工場は1軒も持っていない。全国200もの協力工場を駆使し、それぞれに得意とする珍味を作ってもらっている…いわゆるファブレスメーカー。

## 沿革
- 1953年（昭和28年）、山中直次郎、山中勉の兄弟で創業。海産物を原料とした珍味を製造。
- 1955年（昭和30年）、有限会社五魚福を設立。
- 1966年（昭和41年）、初代社長山中直次郎が死去、山中勉が社長となる。
- 1970年（昭和45年）、株式会社伍魚福に改組。
- 1989年（平成元年）、業界初の冷蔵の珍味コーナー「チルド珍味シリーズ」を開発。
- 2006年（平成18年）、山中勉が会長、山中勧が社長に就任。
- 2013年（平成25年）3月、直営店「KOBE伍魚福阪神梅田店」を阪神百貨店梅田本店に開設。
- 2022年（令和4年）12月、直営店「伍魚福オツマミドコロ神戸三宮」を神戸交通センタービルに開設。
- 2023年（令和5年）8月、小田原市に本社を置くかまぼこメーカー株式会社丸うと製造販売業務提携を行い、同年11月より丸うブランドのかまぼこ、伊達巻等を販売。
- 2024年（令和6年）3月、株式会社丸うの全株式を取得し、子会社化。

## 主な商品
- いかなごの「くぎ煮」 - いかなごの「くぎ煮」は同社の登録商標である
- ピリ辛さきいか天
- 一夜干焼いか
- クリームチーズ生ハム包み

## 受賞歴
- 2007年（平成19年）　ひょうご経営革新賞奨励賞（兵庫県）
- 2008年（平成20年）　ひょうご経営革新賞奨励賞（兵庫県）
- 2009年（平成21年）　ひょうご経営革新賞（兵庫県）・IT経営力大賞IT経営実践企業（経済産業省）・関西IT百撰優秀賞（関西サイエンス・フォーラム）
- 2010年（平成22年）　ひょうご経営革新賞推進委員会特別賞・グッドデザインひょうご（以上兵庫県）・関西サービス撰・感性サービス撰（以上近畿経済産業局）
- 2011年（平成23年）　グッドカンパニー大賞優秀企業賞（社団法人中小企業研究センター）・関西経営品質賞奨励賞（関西経営品質協議会）
- 2012年（平成24年）　関西経営品質賞優秀賞（関西経営品質協議会）・ひょうご優良経営賞（兵庫県）・おもてなし経営企業選（経済産業省）
- 2015年（平成27年）　がんばる中小企業・小規模事業者300社（中小企業庁）
- 2018年（平成30年）　地域未来牽引企業（経済産業省）
- 2020年（令和 2年）　ひょうご仕事と生活のバランス企業表彰（兵庫県）
- 2021年（令和3年）　経営デザイン認証・ランクアップ認証（日本生産性本部）
- 2022年（令和4年）　ひょうごプラチナ成長企業（兵庫県）・日本経営品質賞奨励賞（日本生産性本部）

## テレビ番組
- 日経スペシャル カンブリア宮殿 美味しすぎるツマミを続々開発！ ユニーク珍味会社を生んだ父子鷹（2015年12月17日、テレビ東京）[1]

## 参考リンク
- “商品開発と社員教育が元気の原動力 伍魚福”. 経営をよくする > 元気印中小企業.  中小企業基盤整備機構 J-Net21 (2011年10月26日). 2013年11月25日閲覧。
- “サトービジネスサービス三行提報お客様の声”. 2013年12月12日閲覧。[リンク切れ]
- “一人一人の力を生かした経営で社員の人生を豊かなものに”. 先進事例紹介 > 勤労者の取り組み.  兵庫県勤労福祉協会 ひょうご仕事と生活センター. 2013年11月25日閲覧。
- “「神戸で一番おもしろい会社」を目指して”. あきらめないチカラ.   大学生協のSNS「myConnect」. 2010年1月14日時点のオリジナルよりアーカイブ。2013年11月25日閲覧。
- “酒の肴で魅力的な「売場」づくり”. ビジネスマガジン.   株式会社リンク・ソリューション Biz STYLE. 2013年11月25日閲覧。